# EU法
EU法（英：European Union law）は、欧州連合加盟国内の法律と平行して執行される独自の法体系である。EU法は加盟国の法体系に直接作用し、とくに経済政策や社会政策においては国内法に優先する。

## 概要
欧州連合という連合体は連邦政府でも政府間機構でもない。欧州連合とは、国際法における新たな法秩序を構成する連合体である。EU法は1951年以降、次第に発展を遂げてきたものである。同年パリ条約が調印され、6か国からなる欧州石炭鉄鋼共同体が設立、その5年後には同じ6か国により欧州経済共同体が発足した。2007年においては27加盟国のおよそ5億人の欧州連合の市民が EU法の下に支配されており、世界を見てももっとも包括的な近代法体系の1つとなっている。
EU法には3つの柱構造と呼ばれるものがある。第1の柱は、最も古くからあり、また最も重要なもので、経済や社会に関する権利や、欧州連合の諸機関の設立の根拠について定められている。この柱は欧州共同体条約（ローマ条約、1957年調印）で設置されたものであり、その後加盟国間で幾度かの修正が加えられている。2つ目と3つ目の柱は欧州連合条約（マーストリヒト条約、1992年調印）で導入されたものである。2つ目の柱は欧州連合の共通外交・安全保障政策に関するものであり、3つ目の柱は警察・刑事司法協力（以前は司法・内務協力とされていた）に関するものである。したがって正確に言うと、「EC法」は第1の柱に、「EU法」は3つすべての柱に関する法をさすものである。

## 発達の過程
当初、欧州共同体の機構間の主要な相互作用の方法は諮問手続であった。諮問手続を要する案件については、緊急を要する場合を除いて閣僚理事会（欧州連合理事会）は欧州議会が意見を採択するまで待たなければならない。かつては案件を遅滞させることが欧州議会に唯一与えられていた武器であった。
欧州連合理事会と欧州委員会との3者の関係において、欧州議会の占める役割は次第に大きくなっていった。この過程においてとくに大きな出来事は次のものである。
- 1970年代前半の予算に関する権限の移管
- 1979年に初めてとなる欧州議会議員の直接選挙の実施
- 1987年の単一欧州議定書による協力手続の導入
- 1993年のマーストリヒト条約による共同決定手続の導入と、1999年のアムステルダム条約および2001年のニース条約による共同決定手続を要する案件の範囲拡大

EC法を確実に発達させたのは欧州司法裁判所によるところが大きい。1963年のヴァン・ヘント・ロース社事件において、欧州司法裁判所はローマ条約に含まれる加盟国の意図を鑑みて、欧州共同体について「たとえ限定的な分野の利益であっても、この利益のために加盟国の主権は限定されるものであり、欧州共同体はその利益を追求する国際法の新たな法秩序を形成するものである」と判示している。
EC法とEU法の違いは欧州連合の基本条約の構造によるものである。欧州共同体は欧州連合の3つの柱の1つであり、単一市場の社会・経済分野の基礎をなすものである。第2の柱と第3の柱は共通安全保障・防衛政策と域内の治安に関するもので、マーストリヒト条約によって導入されたが、第2と第3の柱に関する政策決定は現在のところ多数決によるものではない。マーストリヒト条約では第3の柱として司法・内務協力を導入したが、これはのちにアムステルダム条約によって不法移民や査証、難民、民事司法協力に関する政策が第1の柱である欧州共同体分野のものとして移管されており、現在では警察・刑事司法協力が第3の柱となっている。したがって司法・内務協力は欧州共同体と警察・刑事司法協力の2つの柱にまたがる分野となっている。
補完性原理・比例性原理・授権原理・予防原理といった欧州連合の基本原理は EU法の発達においてとくに注目されるものである。ケンブリッジ大学のキャサリン・バーナードなどによると、欧州連合の域内市場の内部における商品、サービス、資本、労働力という4つの自由がEU法を形成するとされている。

### 刑事法
2006年コートジボワールでヨーロッパの船舶から有毒廃棄物が流出した事件を受けて、欧州委員会は有害廃棄物対策に関する法整備について検討を始めた。環境問題担当委員のスタブロス・ディマスは「このような高度に有害な廃棄物の流出事件は欧州連合から2度と起こしてはならない」と表明した。スペインのように有害廃棄物の輸送に対する罪刑に関する規定を持たない国があることを受けて、司法・自由・安全担当委員のフランコ・フラッティーニはディマスとともに「環境に対する罪」の創設を提唱した。新たな刑罰の創設に関する欧州委員会の権限については2005年に欧州司法裁判所において議論され、同裁判所はこれを認める判断を下している。このことは欧州委員会という超国家的な機関が刑事法を制定しうるという例となった。従来は超国家機関が刑事法令を定めるといったことはなかったが、基本条約に含まれる権限であると判示されたものである。ほかにこのような権限が認められた例には知的財産権に関する指令があったのみである。欧州議会ではこのような刑事法令の制定は欧州連合の権限を逸脱しているとして撤回を求める動議があったが、多数決により否決された。

### 条約
EU法において主要な法、条約は欧州連合の設立に関する諸条約である。これらの条約は欧州連合加盟国政府の総意に基づいて作成されたものであり、欧州連合の基本政策や機構、立法手続、連合の権限を定めている。このような条約には以下のものがある。
| - 欧州石炭鉄鋼共同体設立条約（1951年調印、パリ条約） - 欧州経済共同体設立条約（1957年調印、ローマ条約） - 欧州原子力共同体設立条約（1957年調印、ローマ条約） - 合併条約（1965年調印、ブリュッセル条約） - イギリス、アイルランド、デンマーク加盟条約（1972年） - 1970年予算条約 - 1975年予算条約 - ギリシャ加盟条約（1979年調印） | - スペイン・ポルトガル加盟条約（1985年調印） - 単一欧州議定書（1986年調印） - 欧州連合条約（1992年調印、マーストリヒト条約） - オーストリア、スウェーデン、フィンランド加盟条約（1994年調印） - アムステルダム条約（1997年調印） - ニース条約（2001年調印） - 2003年加盟条約 - 2005年加盟条約 - リスボン条約（2007年調印） |

これらの条約にはさまざまな付帯文書や議定書が付属されており、同様に主要な法源となっている。2004年10月、加盟国の国家元首や首脳は欧州憲法条約に署名したが、加盟国の一部での批准反対の動きを受けて発効を断念、2007年6月には欧州憲法条約に代わる基本条約として、リスボン条約の作成で各国首脳が合意した。

## 機構

### 欧州委員会
欧州委員会は行政を執行する機関である。2007年1月以降、欧州委員会の委員は加盟27か国から1人ずつが務めており、すべての法案の作成や、EU法の調整を独占的に行うこととされている。また欧州連合の行政機関や日常業務を統括する。欧州委員会委員長は欧州理事会が指名し、欧州議会の同意を受けて任命される。

### 欧州連合理事会
欧州連合理事会（閣僚理事会、あるいは単に理事会ともいう）は欧州議会とともに欧州連合の立法を担う機関である。理事会を構成するのは各国の閣僚であり、理事会はそれぞれの政策分野ごとに分かれて EU法の審議や制定を担当する。例えば農業に関する法律は各国の農相で構成される理事会で議論されることになる。欧州連合理事会は欧州理事会や、欧州連合の機関ではない欧州評議会と混同されがちであるが、同一のものではない。議長の任期は6か月で加盟国の輪番制をとっているが、継続性の確保のために当期の議長は前任と後任の議長と連携することになっている。

### 欧州議会
欧州議会は加盟国の市民が直接選出する議員で構成される欧州連合唯一の機関である。5年ごとに選挙が欧州連合加盟国全体で数日にわたって実施され、立法を担当する議員を選出する。議員は出身国ではなく、それぞれの所属する政党に分かれており、議長は議員の中から互選で選ばれる。

### 各機関の法令
欧州議会、欧州委員会、欧州連合理事会は欧州連合の枠組み内における事案についての立法権が基本条約により授権されている。この立法権に基づいて2次法（基本条約に対する2次的な法令、別称: 派生法）としての規則、指令、決定、勧告、意見などを定めることができる。2次法は機構間の協定も含まれており、それぞれの権限やとくに予算に関する問題を明確にしている。欧州議会、欧州委員会、欧州連合理事会はこのような取り決めを結ぶことができる。
それぞれの立法機関がどのような法規を定めるかについては3つの柱に対応して異なる。第1の柱に関する事案では、2次法の制定については法令を遵守させる対象や執行の形態によって決められる。規則や指令は、その対象が全体に及ぶのに対して、決定は特定の対象（個人、企業、加盟国）に限定される。規則は直接的な効果を持つ。すなわち、規則は国内法の一部として効力を持つ。これに対して指令はその効力を持つために国内法の制定が必要とされるものである。加盟国が指令を国内法の一部として執行することを怠ったり拒んだりしたときは、欧州司法裁判所に提訴されることになる。
指令と規則には完全平準化 (英: Maximum harmonisation) と下限平準化 (英: Minimum harmonisation) の2つの平準化アプローチを盛り込んだ条項が混在しており、自国または他国の法令に効果を発する。すべての EU法は特定の条約の条項に基づいておらねばならず、その条約の条文が2次法の法源とされる。欧州憲法条約が発効していれば EU法を法典化し、2次法令を EU法、連合枠組み法、決定、規則、勧告、意見の6つの類型に分けることになっていた。

### 立法手続
欧州連合の立法手続の主なものとしては次の3つのものがあり、それらは欧州議会が欧州連合理事会の立法過程にどのように関与するかで異なる。
- 共同決定手続
- 同意手続
- 諮問手続

### 欧州連合司法裁判所
欧州司法裁判所 (ECJ)と一般裁判所から構成される欧州連合司法裁判所 (CJEU) は欧州連合の基本条約と2次法の内容を解釈してそれぞれの法の意味を示す機関であり、ローマ条約第220条によると、「この条約の解釈・適用において法が遵守されていることを確保する」ことが求められている。リスボン条約発効後は、欧州連合の機能に関する条約第19条第3項においてその権能が定められている。裁判所における法理でもって法は実効性を有するものとなり、欧州連合の諸機関や加盟国はそれらの法の下に支配されることとなる。マーストリヒト条約が発効されてから、欧州司法裁判所は法に違反する加盟国に対して罰金を科すことができるようになった（ローマ条約第228条、リスボン条約発効後は、欧州連合の機能に関する条約第260条）。同裁判所は欧州連合において法体系を定着させることに大きく寄与しており、法の解釈・適用についての同裁判所の姿勢はよく目的論的であるといわれる。

### 上記以外の機関

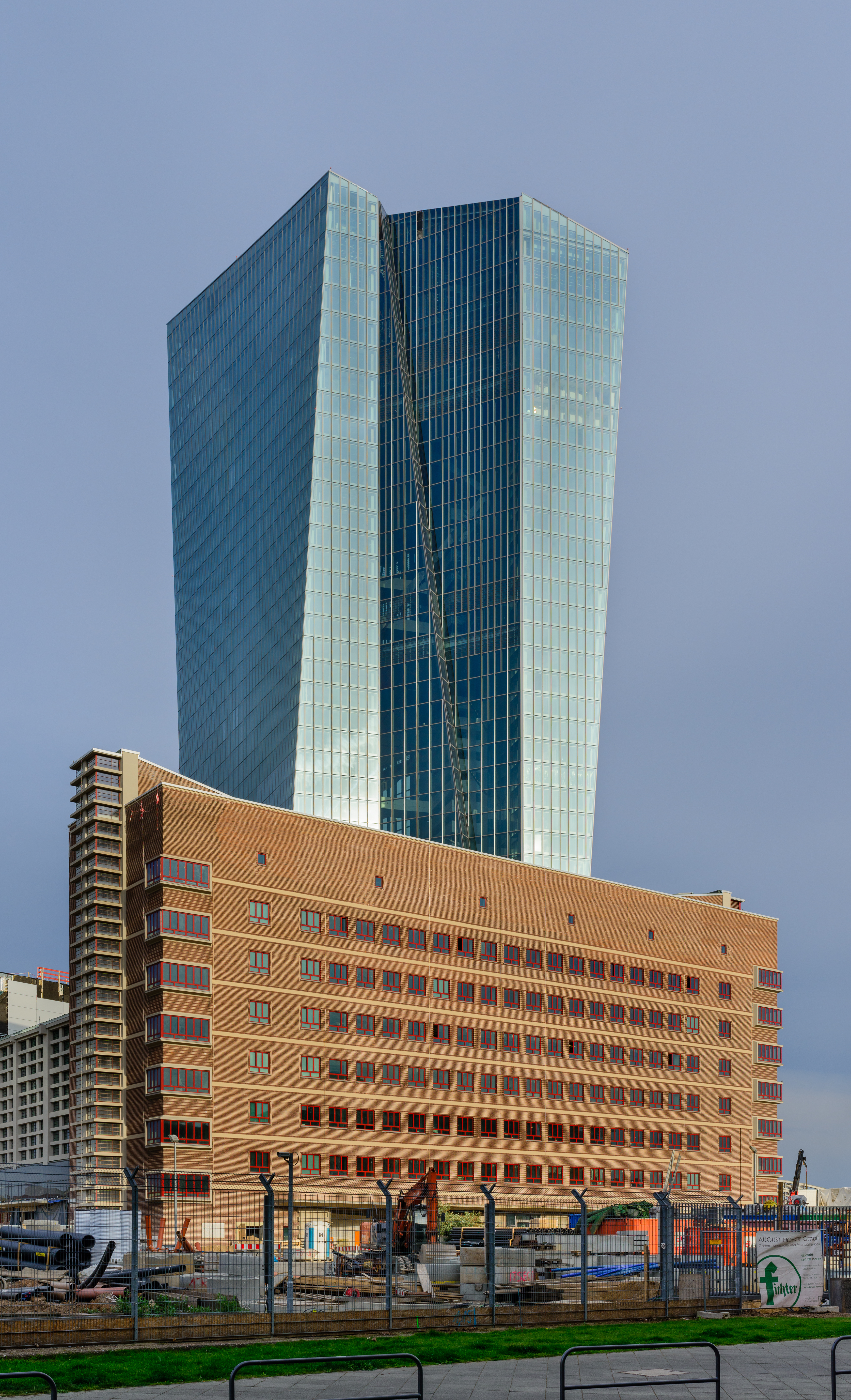
2014年竣工の欧州中央銀行新本店（フランクフルト）

欧州中央銀行は16か国のユーロ圏の金融政策を司っている。欧州中央銀行は1998年に設立され、本店をドイツのフランクフルトに置いている。欧州会計監査院は欧州連合の会計を監視する機関である。このほか地域委員会、経済社会評議会のような諮問機関がある。
これらのほかに欧州理事会があるが、これは基本条約に定められた欧州連合の機関ではない。欧州理事会は各国の政府首脳と欧州委員会委員長で構成され、年4回の会合を開催する。議長はそのときの欧州連合理事会議長国の首脳が務める。

### EU法の優位性
欧州司法裁判所においては加盟国の国内法、時には憲法でさえも EU法の方が優越すれるという判決が下されている。EU法と加盟国の法令が相反する状況では EU法が優先され、国内法は適用されないことになっている。この原理は EU法の優先と考えられているが、これは欧州司法裁判所におけるイタリアの市民が電力会社を訴えた裁判で採用されたものである。原告のフラミニオ・コスタはエネルの株主であり、同社の国営化に反対していた。その抗議を表すために電気代の支払いを拒否し、そのうえで国営化は国家が市場を阻害するとしてローマ条約第86条、第87条に違反すると訴えていた。イタリア政府はこの件について、国内法で対処できるとしてたいした問題にならないと考えていた。欧州司法裁判所は、市場原理の阻害に関する条約に違反するとしてイタリア政府を訴えることができるのは欧州委員会だけであるとして、イタリア政府を支持した。そのため一私人には欧州共同体の条約について争うことはできないとして、コスタに訴訟を提起する余地はないとした。ところがコスタが正当な手続で加盟国政府が EC法に反するという訴えを提起することについては、法理としてEC法の優越が当てはまるため、加盟国内の裁判所で判断される前に欧州司法裁判所はイタリア政府と反対の見解を示した。つまり、国内法がEC法に反しているにもかかわらず、そのことを訴えることができないというのならば、EC法は有効なものではないと判示した。
（日本語仮訳）EC法としてその性質を失うことなく、またその法的根拠に疑念がなければ、相反するような法律が国内法に存在していても、条約から派生した法律、独立した法源はその特殊性のために無効になることはないという考え方に従うものである。
しかし、EC法が加盟国の国内法に優先するものとして各国に受け入れられている一方で、法的紛争が生じるとき、EU法が国内法を無効にする根拠について、欧州連合の諸機関が示す解釈に関しては、加盟国すべてが共有しているものではない。
多くの加盟国の最高裁判所では、EC法が加盟国の憲法の基本的原則、つまり欧州連合の諸機関ではなく、加盟国（正確には加盟国の裁判所）の最終的な判断を尊重するものである限りは、EC法は優位性を持つという判断を示している。これは加盟国が「条約の主体」であることを反映したものであり、EU法の有効性の根拠となっている。このほかの事例では、憲法にEC法の優位性を記載している国がある。例えばアイルランド憲法では「欧州連合およびその諸共同体の一員であるための義務として、国家が施行し、採択した法令はこの憲法の条文により無効となることはない」という条項が存在する。

## 直接的効力
EU法は加盟国の法体系と同程度に広範囲の分野にわたる。条約、規則の規定はともに水平的に「直接的効力」を有するとされている。これはすなわち、私人たる市民は相互にこれらの法令によって与えられる権利を行使し、また義務を負うことを意味する。例を挙げると、女性客室乗務員は雇用主である航空会社を性差別で訴訟を提起することができる（欧州連合の機能に関する条約第157条）。このほか欧州連合の法令の形態として「指令」があるが、これは同様に直接的効力を持つが、垂直的なものである。私人は別の私人を、指令に基づいて訴訟を提起することはできない。指令は加盟国に対して発せられるものである。加盟国は指令を国内で執行するさいには、ある程度の翻訳または置き換えの方法が認められており、たいていは国内の立法手続で法令化される。国内で法令化されてはじめて、市民は指令を法律として扱うことができるが、訴訟に関しては、政府が指令を正しく執行することを怠っていることについてのみを「垂直的に」提起しうる。例えば製造物責任に関する指令があり、これは消費者を害する危険で欠陥のある製品について、企業に責任を負わせることを定めたものである。

## 4つの自由
欧州連合の経済・社会政策の核となるものは4つの自由という考え方にある。すなわち、商品・労働者・資本の移動の自由と開業の自由である。

### 商品の移動
欧州連合の機能に関する条約第3部第2編において、商品の移動に関する条項が規定されている。2つの世界大戦間の時期、また世界恐慌にかけて、世界各国の政府は保護貿易政策を推し進めていた。輸入品、時には輸出品にかけられる関税の急激な上昇により、各地で貿易高や経済成長が失速した。アダム・スミスやデイヴィッド・リカード以降の経済学者は、長期の低迷と国際貿易に関する障壁や費用を排除することによって諸国民の富は強化される、と唱えてきた。このような障壁をすべて取り除くということがローマ条約の条文につながっている。同条約第28条には次のように規定されている。
（日本語仮訳）輸入に関する量的規制及び同等の効果を有するすべての方策は、加盟国間において禁止する。
欧州連合の機能に関する条約第35条には輸出に関して同様の規定がされている。注目するべきは規制の禁止は加盟国間のみを対象にしていることである。機関の主要な業務のひとつに、アメリカや中国と言った第3国との貿易政策の管理がある。例えば、議論はあるが共通農業政策では欧州連合の機能に関する条約第40条第1項の定めに基づいて、欧州の共通機関に「国内市場機関の強制的協調」の権限が与えられている。
次に欧州連合の機能に関する条約第36条に着目すると、商品の自由な移動に禁止に関する例外規定がなされている。
（日本語仮訳）第34条、第35条の規定は、良俗、公の秩序または公衆の安全;人、動物または植物の健康および生命の保護;芸術的、歴史的及び考古学的価値を有する国民財産の保護;もしくは興行場及び商業上の財産の保護に基づく正当事由による輸出入または商品の移動に関する禁止または制限を妨げない。ただし、禁止または規制措置は恣意的な差別のための手段であったり、加盟国間の貿易に関する偽装的な制限であってはならない。
このため加盟国政府は良俗や公の秩序、公衆の安全、健康、文化、あるいは工業及び商業の財産が、障壁を完全に排除した場合に脅威にさらされるのであれば、一定程度の障壁を残すことを正当化することができる。近年の例ではイギリスでの狂牛病発生の際に、フランスがイギリス産牛肉の輸入停止を実施したものがある。

## 社会憲章
欧州連合における社会憲章は、欧州連合の機能に関する条約第157条の下での男女の平等な待遇および労働時間に関する指令の下での労働時間の制限に触れているマーストリヒト条約の一部で言及されている。最近の差別禁止に関する立法に指令2006/54/ECがあり、これは雇用や職業について男女の平等な機会と待遇の原則を実現するものである。

## 競争法
ローマ条約の目的は共通市場の設立、また単一欧州議定書は域内市場の設立であることから、加盟国政府のこれらに対する取り組みを企業が市場を破壊することによって阻害されることがないようにすることは重要である。このため諸条約には、自由競争の促進が確保され、市場を共有し価格を固定化する企業連合や独占企業の出現を阻止するための対策が用意されている。欧州連合の競争法はアメリカの反トラスト法に極めて類似したものである。

### 談合と企業連合
欧州連合の機能に関する条約第101条では次の禁止条項が存在する。
（日本語仮訳）事業間の合意のすべて、事業連合体の決定および協定された取り扱いであって、加盟国間における貿易に影響を与え、それらの目的または効果として共同市場内における競争を阻害し、制限しまたは不公平な取扱い
ここでいう合意、決定、協定はいわゆる「談合」であり、欧州連合の機能に関する条約第101条第2項にしたがって無効であるが、欧州連合の機能に関する条約第101条第3項には市場の利益につながる談合に関する例外がある。
（日本語仮訳）ただし、第1項の規定は、次の場合に適用されない旨を宣言することができる。
- 事業間の合意または合意の部類
- 事業連合体による決定または決定の部類
- 協定された取扱いまたは取り扱いの部類
であって、商品の生産もしくは分配を改善し、または技術革新もしくは経済発展を奨励し、同時に消費者に結果としての利益の分配に公平に与らせるもので、かつ、次に該当しないもの
(a) これらの目的に不可欠ではない制限を関係事業に課すもの;
(b) 問題の生産の本質的部分に関する競争の排除可能性を与えるもの。
ここで条文に出る "undertaking" （英語）は原則として事業をさすが、また同時に取引を行う事業体のことも示している。

### 優越性と独占
欧州連合の機能に関する条約第102条では市場において優越性を持つ巨大企業による不正とされる禁止行為について定めている。
（日本語仮訳）1または複数の事業が共同市場またはその本質的部分において優越的地位を濫用することは、加盟国間の貿易に適用する限りにおいて、共同市場と矛盾するものとして禁止する。
同条では不正と判断される行為の分類を例示している。
（日本語仮訳）そのような濫用は、とくに次の場合に推定する:
(a) 直接または間接に不公平な売買価格そのほか不公平な取引条件を課す場合;
(b) 消費者の不利に生産、市場または技術革新を制限する場合;
(c) 他の取引当事者と同じ事業に異なった条件を適用し、それによって競争上不利益にする場合;
(d) その性質または商慣習によると、契約の内容と関係のない付随的義務を相手方に受け入れさせるために契約を結ぶ場合。

### 合併と取得
欧州連合の機能に関する条約第102条により、欧州委員会は優越的地位や市場における圧力を悪用するような大企業の行為を制限することができるだけではなく、そもそも不正が行われうる市場構造において、企業に地位を与えることもできる。規則139/2004では、「共同体次元」での合併に対処し、手続を経た上で、欧州委員会の承認を受けた企業間で「統合」（合併、取得、支配）を行うことができる。

### 公共部門の制限
公共部門産業、つまり公共サービスを事業とする産業は競争法に関して多くの点で民間企業と同じような扱いを受ける。EC法ではローマ条約第86条と第87条に公共部門のサービスの実施を保障する例外条項がある。鉄道や通信、電力、ガス、水道、報道といった多くの産業ではそれらの特性に合わせて独立した制限が定められている。このような政府系機関は、民間企業が公共サービスに関して社会福祉にかなうよう事業を行うことを義務としている。